# 柿市衣里奈
柿市衣里奈（KAKIICHI Erina，1991年7月24日—），日本女子水球運動員，亦為日本國家女子水球隊成員。三重縣出生，現就讀於日本体育大学，隸屬於日體俱樂部水球隊。

## 簡歷
2014年9月，柿市衣里奈代表日本出戰韓國仁川舉行的亞運會水球比賽項目，協助球隊贏得銀牌。